# 2-ペンチン
2-ペンチンは、有機化合物であり、内部アルキンである。末端アルキンである1-ペンチンの異性体である。

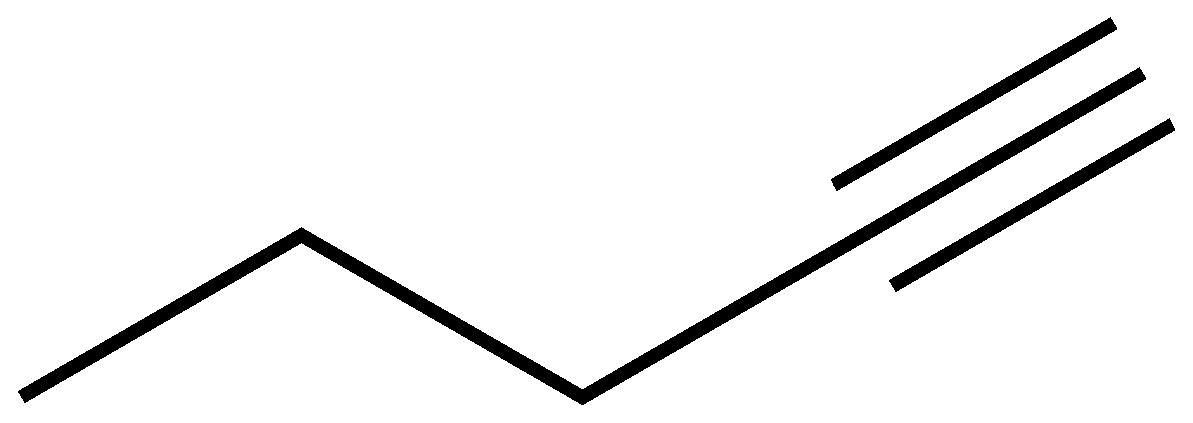
1-ペンチン

## 合成
2-ペンチンは、エタノール性水酸化カリウムまたはNaNH2/NH3の溶液中で1-ペンチンの転位により合成することができる。